# Roberto Tiranti
Roberto Tiranti (Rob Tyrant), né à Gênes le 10 décembre 1973, est un chanteur italien, leader du groupe de métal italien Labyrinth depuis 1998. Il est également bassiste et chanteur du groupe « 999 Police Tribute » et membre du quatuor vocal « Batti Becchi ». Depuis 2012, il est le chanteur et bassiste du groupe progressif « Mangala Vallis » et participe, après avoir enregistré sur l'album, au spectacle français Excalibur.

## Discographie

### en solo
- 2004 : Sinceramente (Singolo)
- 2012 : TBA

### En groupe
- voir  Labyrinth
- 2012 : Mangala Vallis - Microsolco
- 2001 : New Trolls - Concerto Grosso Live
- 2000 : New Trolls - La storia dei New Trolls

### Autres participations
- 1994 - Vanexa - Against the Sun
- 1996 - Blindosbarra - la Memoria
- 2003 - I dieci comandamenti - I dieci comandamenti
- 2005 - Headrush - Headrush
- 2007 - AAVV - King of Balance
- 2009 - Daedalus - The Never Ending Illusion
- 2009 - Maledia - Ti sento
- 2010 - Vanexa - live in Bologna 2009
- 2010 - 5th Element Project - Make the Difference
- 2010 - Paolo Siani and friends, avec Nuova Idea - Castles,wings,stories and dreams
- 2010 - Il rovescio della medaglia - Microstorie
- 2010 - Laboratorio del suono ensemble - Mama
- 2010 - Pathfinder
- 2011 - AAVV - Altremolecole (EstremoMusic)
- 2011 - AAVV - Shine (divers artistes)
- 2011 - single "Escapist" - Blanche Rodriguez Calderara et Roberto Tiranti
- 2012 - EXCALIBUR III The origin (rock/folk opéra)
- 2012 - Ken Hensley - Love & Other Misteries